# Алдинга (бухта)
Алдинга (англ. Aldinga Bay) — бухта на восточном побережье залива Сент-Винсент в штате Южная Австралия, примерно в 40 км к юго-юго-западу от столицы штата Аделаиды.

## География
Бухта Алдинга расположена между мысом Снаппер-Пойнт в пригороде Аделаиды Алдинга-Бич на севере и Мипонга-Бич на полуострове Флёрьё на юге. Длина бухты составляет 13 км, её ширина — 4 км, наибольшая глубина — 16,4 км.
В Алдинге нет морской инфраструктуры, кроме доступа к пляжу через дорожную сеть для спуска и подъёма небольших лодок в городе Онкапаринга. Вдоль береговой линии бухты с севера на юг расположены следующие населённые пункты: Алдинга-Бич и Селликс-Бич в городе Онкапаринга и Мипонга-Бич в окружном совете Янкалилла.

## Экология
Бухта находится в морском парке «Энкантер». Внутри залива также находится юго-восточная часть Водного заповедника риф Алдинга.